# Détecteur à ionisation gazeuse
 (avril 2022).
La mise en forme du texte ne suit pas les recommandations de Wikipédia : il faut le « wikifier ».
Les points d'amélioration suivants sont les cas les plus fréquents. Le détail des points à revoir est peut-être précisé sur la page de discussion.
- Les titres sont pré-formatés par le logiciel. Ils ne sont ni en capitales, ni en gras.
- Le texte ne doit pas être écrit en capitales (les noms de famille non plus), ni en gras, ni en italique, ni en « petit »…
- Le gras n'est utilisé que pour surligner le titre de l'article dans l'introduction, une seule fois.
- L'italique est rarement utilisé : mots en langue étrangère, titres d'œuvres, noms de bateaux, etc.
- Les citations ne sont pas en italique mais en corps de texte normal. Elles sont entourées par des guillemets français : « et ».
- Les listes à puces sont à éviter, des paragraphes rédigés étant largement préférés. Les tableaux sont à réserver à la présentation de données structurées (résultats, etc.).
- Les appels de note de bas de page (petits chiffres en exposant, introduits par l'outil «  Source ») sont à placer entre la fin de phrase et le point final[comme ça].
- Les liens internes (vers d'autres articles de Wikipédia) sont à choisir avec parcimonie. Créez des liens vers des articles approfondissant le sujet. Les termes génériques sans rapport avec le sujet sont à éviter, ainsi que les répétitions de liens vers un même terme.
- Les liens externes sont à placer uniquement dans une section « Liens externes », à la fin de l'article. Ces liens sont à choisir avec parcimonie suivant les règles définies. Si un lien sert de source à l'article, son insertion dans le texte est à faire par les notes de bas de page.
- La présentation des références doit suivre les conventions bibliographiques. Il est recommandé d'utiliser les modèles {{Ouvrage}}, {{Chapitre}}, {{Article}}, {{Lien web}} et/ou {{Bibliographie}}. Le mode d'édition visuel peut mettre en forme automatiquement les références.
- Insérer une infobox (cadre d'informations à droite) n'est pas obligatoire pour parachever la mise en page.

Pour une aide détaillée, merci de consulter Aide:Wikification.
Si vous pensez que ces points ont été résolus, vous pouvez retirer ce bandeau et améliorer la mise en forme d'un autre article.
Pour les articles homonymes, voir détecteur.

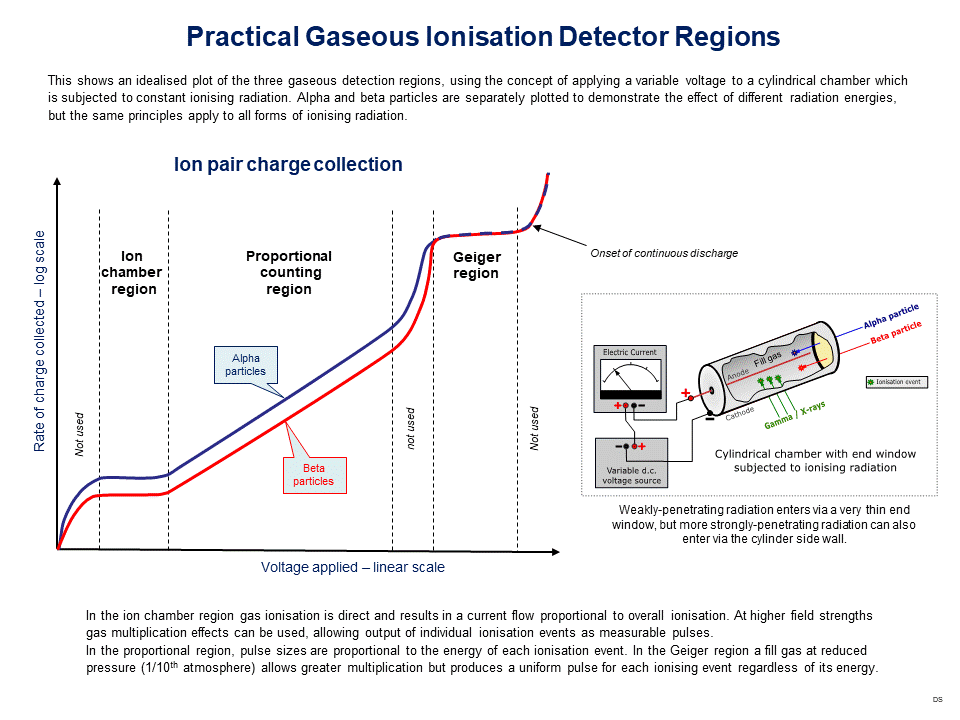
Représentation de la variation du courant d'une paire d'ions en fonction de la tension appliquée dans le câble d'un détecteur à radiation gazeuse.

Les détecteurs à ionisation gazeuse sont des instruments de détection de rayonnement utilisés en physique des particules pour déceler la présence de particules ionisantes et en radioprotection pour mesurer les rayonnements ionisants.
Ils utilisent l'effet ionisant des radiations sur le gaz que contient le capteur. Si une particule transmet suffisamment d'énergie à un atome ou une molécule de gaz pour les ioniser, les électrons et les ions émis en retour sont à l'origine d'un courant qui peut être mesuré.

## Types de détecteurs

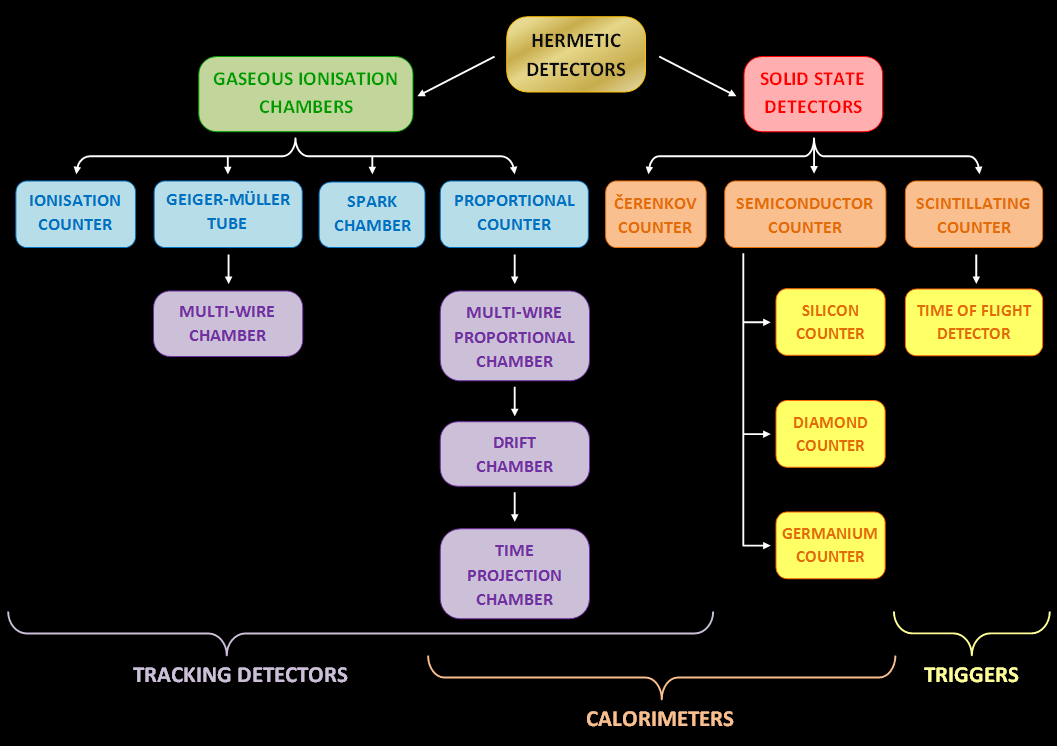
Les différentes familles de détecteurs de rayonnements ionisants.

Les trois types de base de détecteurs sont :
- les chambres d'ionisation
- les compteurs proportionnels
- les tubes Geiger-Müller.

Ils ont une structure similaire, composée de deux électrodes séparées par de l'air ou un gaz de remplissage spécial, mais chacun utilise une méthode différente pour quantifier le nombre d'ions collectés. L'intensité du champ électrique entre les électrodes et le type et la pression du gaz de remplissage déterminent la réponse du détecteur au rayonnement ionisant.

### Chambre d'ionisation

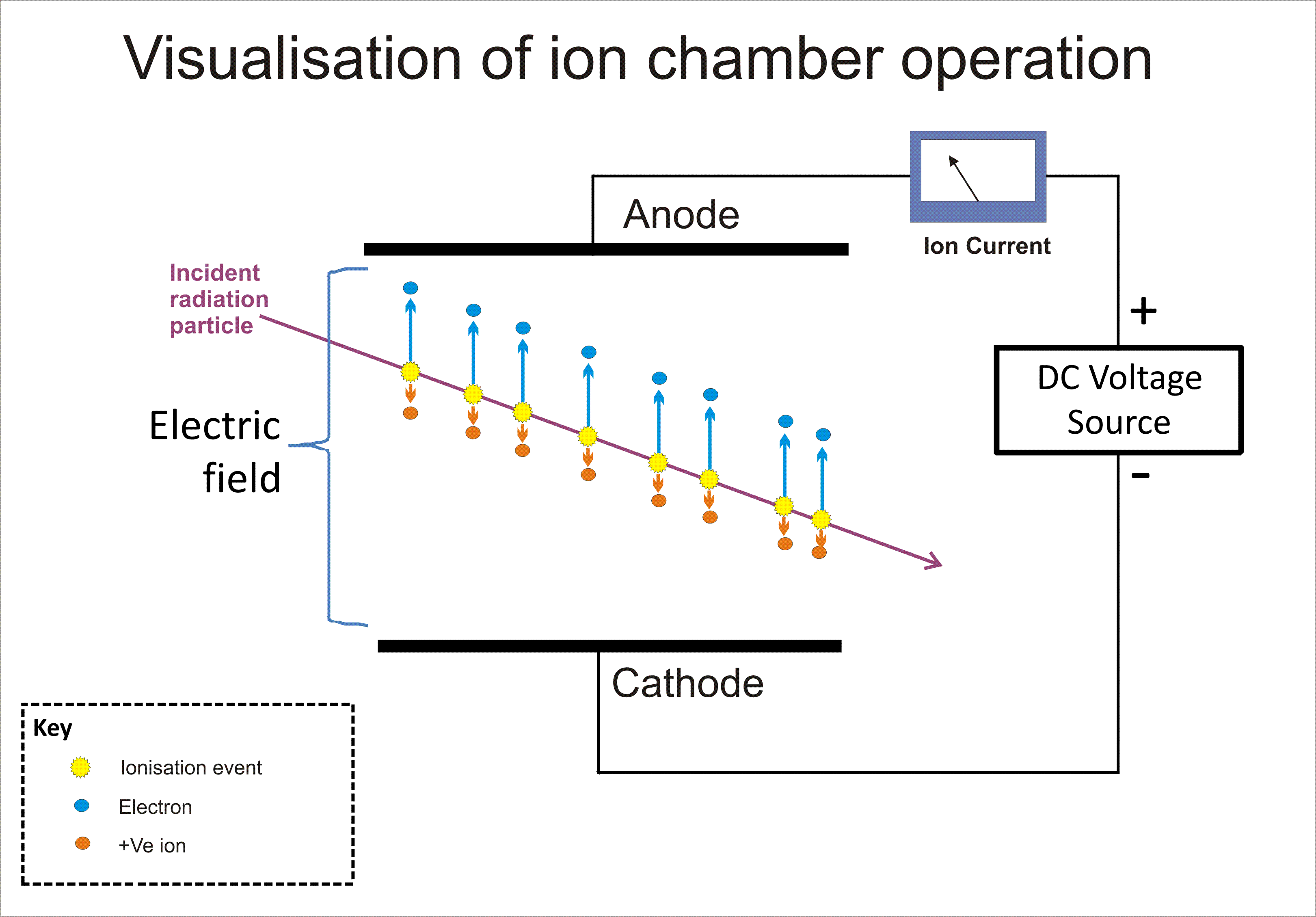
Schéma du fonctionnement d'une chambre d'ionisation comprenant la dérive des ions. Les électrons dérivent généralement 1000 fois plus vite en raison de leur masse bien inférieure.

Les chambres d'ionisation fonctionnent à l'aide d'un champ électrique de faible intensité, choisi de manière qu'aucune multiplication de gaz n'ait lieu. Le courant ionique est généré par la création de "paires d'ions", constituées d'un ion et d'un électron. Les ions dérivent vers la cathode tandis que les électrons libres sont attirés vers l'anode sous l'influence du champ électrique. Ce courant est indépendant de la tension appliquée si l'appareil fonctionne dans la plage de potentiel propre au gaz employé. Les chambres ioniques sont préférées pour les mesures de rayonnements intenses car elles n'ont pas de "temps mort", un phénomène qui peut affecter la précision du tube Geiger-Müller.
Elles présentent les avantages de fournir une réponse de qualité aux rayonnements gamma et d'offrir une lecture précise de la dose totale de radiation. Elles sont également capables de mesurer des flux de radiations très élevés sans que le gaz contenu dans la chambre ne se dégrade.
Elles sont en revanche aisément affectées par le taux d'humidité et les faibles courants produits nécessitent un dispositif électronique sophistiqué.

### Compteur proportionnel

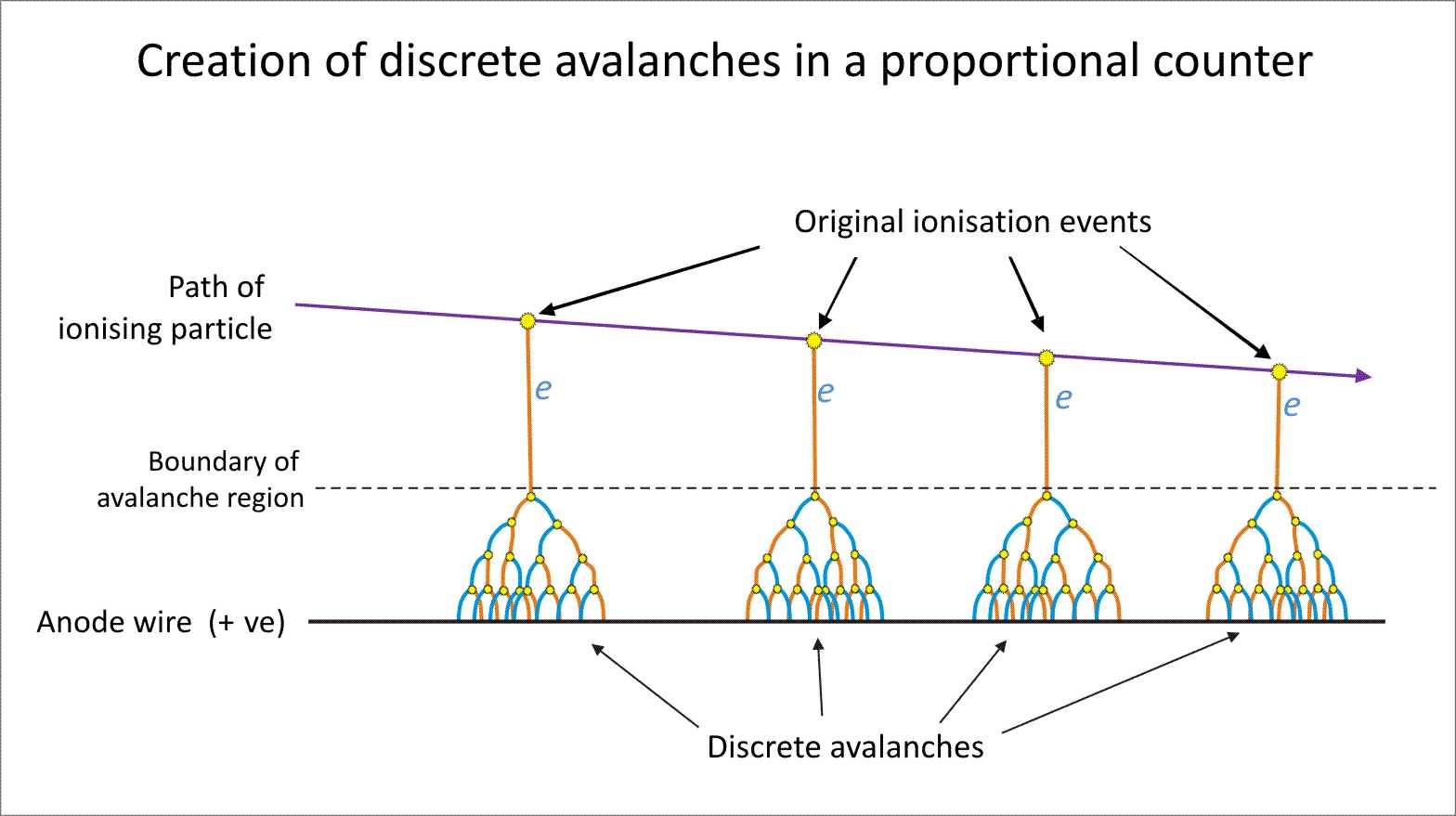
La génération de décharges de Townsend dans un compteur proportionnel.

Les compteurs proportionnels fonctionnent à une tension légèrement plus élevée, permettant ainsi la création de décharges (ou avalanches) de Townsend. Chaque paire d'ions reçue dans la "plage de détection proportionnelle", ne provoque qu'une unique avalanche de sorte que le courant de sortie soit proportionnel au nombre de particules incidentes. La possibilité de la mesure de l'énergie des particules est particulièrement utile lors de l'utilisation de grandes surfaces planes pour la détection et la discrimination des particules alpha et bêta, telles que celles utilisées pour contrôler les équipements personnels.
La chambre à fils est une variante multi-électrodes de compteur proportionnel utilisée principalement en recherche.
Ces dispositifs présentent l'avantage majeur de mesurer l'énergie des particules, permettant ainsi de fournir des informations spectroscopiques et de faire par exemple la distinction entre les particules alpha et bêta. Il est également aisé de construire des appareils de grande taille.
Plusieurs inconvénients existent cependant : les fils d'anode, délicats, peuvent perdre leur efficacité en raison des dépôts de gaz et de la pollution à l'oxygène de la chambre. Les détecteurs de grandes surfaces sont aussi facilement endommagés. 
Les détecteurs gazeux micro-structurés sont des appareils dont les anodes et cathodes ne sont séparées que de quelques dizaines de micromètres. Comparées aux chambres à fils traditionnelles, ces structures peuvent fournir des intervalles de mesure plus larges et une meilleure résolution temporelle et spatiale. On peut notamment citer le détecteur micromegas.

### Tube Geiger-Müller

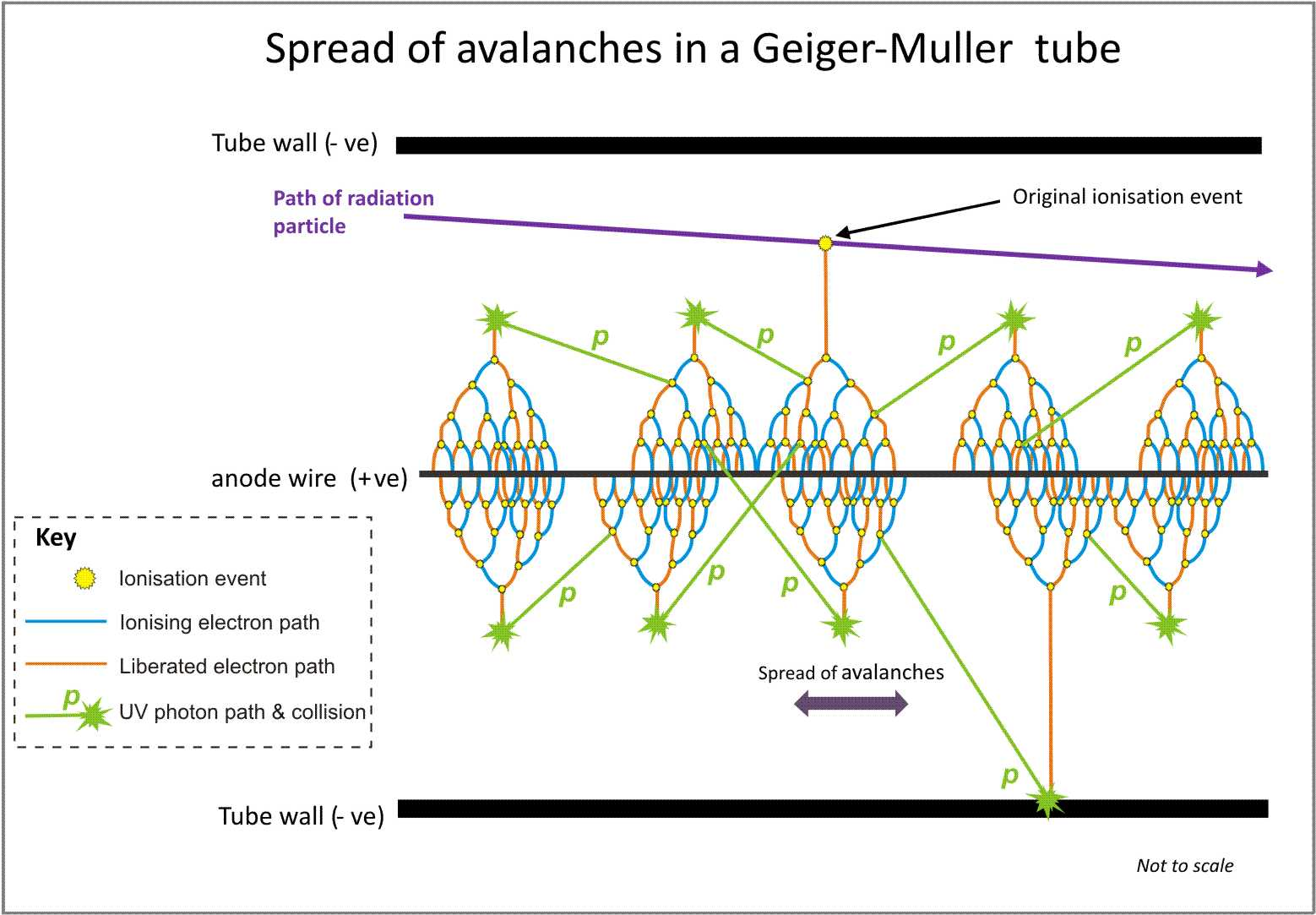
Visualisation de la propagation des avalanches de Townsend provoquées par des photons UV.

Les tubes Geiger-Müller sont les principaux composants des compteurs Geiger. Ils fonctionnent à des tensions encore plus élevées, sélectionnées de telle sorte que chaque paire d'ions crée de nombreuses avalanches par l'émission de photons UV. Ces dernières se propagent le long du fil d'anode, et le volume de gaz adjacent s'ionise à partir de ne serait-ce qu'une seule création de paire d'ions. Le courant produit est transmis à l'électronique de traitement qui peut fournir un affichage visuel ou sonore (comme c'est souvent le cas avec les appareils portatifs produisant des "clics" caractéristiques) du taux de comptage ou de la dose de rayonnement.
Ces détecteurs sont peu couteux et robustes. Disponibles dans de grandes variétés de tailles et pour diverses applications, le traitement électronique nécessaire est sommaire. Des mesures de la dose totale de rayons gamma sont également possibles en y adjoignant des tubes compensés en énergie.
Ils ne peuvent en revanche pas mesurer l'énergie du rayonnement (pas d'informations spectrographiques), et le temps mort inhérent au dispositif ne permet pas de mesurer des taux d'irradiation très élevés. En outre le gaz présent dans la chambre se décomposerait rapidement.

## Recommandations
L'Inspection du travail britannique, dépeint dans une note d'orientation les paramètres à prendre en compte dans le choix d'un appareil de détection. Elle couvre toutes les technologies d'instruments de rayonnement et est utile pour sélectionner la bonne technologie de détecteur à ionisation gazeuse pour différentes applications

## Utilisation quotidienne
Les détecteurs de fumée à ionisation sont des détecteurs à ionisation gazeuse largement répandus. Une petite source d'américium radioactif est placée de manière à maintenir un courant entre deux plaques qui forment une chambre d'ionisation. Si de la fumée pénètre entre les plaques où l'ionisation a lieu, le gaz ionisé est neutralisé. La diminution de l'intensité du courant qui s'ensuit provoque le déclenchement de l'alarme.